# Смолник (Албанија)
Смолник или Смолница (алб. Smollik) је насељено место у општини Булћиза у округу Дибер, Албанија. Према попису из 1989. године било је 557 становника.
Према бугарском географу и историчару, Василу Канчову, у Смолнику је 1900. године живело 100 Албанаца муслимана. Српски етнограф Миленко Филиповић, 1940 године наводи да је Смолник словенско муслиманско село  са око 20 кућа, чији мештани говоре и албанским језиком.